# Barry Nelson
Barry Nelson, född 16 april 1917 i San Francisco i Kalifornien, död 7 april 2007 i Bucks County i Pennsylvania, var en amerikansk skådespelare. Han spelade James Bond i 1954 års adaption av Ian Flemings roman Casino Royale.

## Filmografi
- Johnny Eager (1941)
- Shadow of the Thin Man (1941)
- Bataan (1943)
- The Human Comedy (1943)
- Winged Victory (1944)
- Casino Royale (1954)
- Airport – flygplatsen (1970)
- Pete 'n' Tillie (1972)
- The Shining (1980)